# It's Alive! (Dexter)
"It's Alive!" ("¡Está vivo!" en español) es el primer episodio de la segunda temporada y decimotercer episodio en general de la serie de televisión estadounidense Dexter, que fue estrenado el 30 de septiembre de 2007 en Showtime en los Estados Unidos. El episodio fue escrito por Daniel Cerone y fue dirigido por Tony Goldwyn. En el episodio, que tiene lugar cinco semanas después del final de la primera temporada, el sargento James Doakes (Erik King) sigue a Dexter Morgan (Michael C. Hall) en todo momento, pero cuando encuentra la primera oportunidad Dexter se encuentra incapaz de matar. Mientras tanto, su hermana Debra (Jennifer Carpenter) regresa a trabajar después de que su ex prometido Brian intentara matarla y la novia de Dexter, Rita Bennett (Julie Benz), se niega a creer que Dexter envió a su exesposo Paul (Mark Pellegrino) a prisión, a pesar de contar con evidencia de primera mano.
Si bien la primera temporada de Dexter fue adaptada de la novela El oscuro pasajero de Jeff Lindsay, los guionistas de la serie decidieron no seguir la segunda novela de Lindsay, Querido Dexter, para la segunda temporada. La filmación del episodio se inició en mayo en Los Ángeles, California, lo cual marcó el traslado permanente del programa de Miami, Florida, donde la historia tiene lugar. Un pequeño equipo voló a Miami para filmar algunas escenas de Dexter que fueron integradas en "It's Alive!", así como en otros episodios; pero la mayor parte de la filmación tuvo lugar en San Pedro y Long Beach. Con 1,09 millones de espectadores, Dexter se convirtió en la primera serie de Showtime en atraer más de un millón de televidentes en un estreno de temporada. El episodio recibió críticas positivas en su mayoría.